# Любовець
Любовець або Любовец (словац. Ľubovec) — село в Словаччині, Пряшівському окрузі Пряшівського краю. Розташоване в центральній частині східної Словаччини, у південній часнтині Шариської височини, у долині притоки Свинки.
У 1964 році до села було приєднане сусіднє село Руські Пекляни.

## Історія
Уперше село згадується у 1337 році.

## Пам'ятки культури
- садиба з кінця 18 століття у Любовці,
- палац з другої третини 18 століття в стилі рококо, перебудований в половині 19 століття,
- фонтан у парку з 1880-90 років у стилі необароко.

### Храми
У селі Любовець є греко-католицька церква з 1794 року. В частині села Руські Пекляни є греко-католицька церква з 1865 року.

## Населення
| Рік:            | 1994. | 2004.   | 2014.   | 2024.   |
| --------------- | ----- | ------- | ------- | ------- |
| Кількість осіб: | 499   | 513     | 501     | 525     |
| Різниця:        |       | +2,80 % | -2,33 % | +4,79 % |

| Рік:            | 2023. | 2024.   |
| --------------- | ----- | ------- |
| Кількість осіб: | 514   | 525     |
| Різниця:        |       | +2,14 % |

У 2016 році в селі проживали 502 особи. У 2011 році в частині села Руські Пекляни проживали 64 особи.

### Видатні постаті
- Блаженний Павло Ґойдич (1888–1960) — греко-католицький єпископ Пряшівської єпархії, уродженець села Руські Пекляни.